# Olena Krasovská
Olena Krasovská, rozená Ovčarovová (ukrajinsky Олена Красовська; * 17. srpna 1976 Kyjev), je bývalá ukrajinská překážkářka, která získala stříbrnou medaili v běhu na 100 m překážek na olympijských hrách v roce 2004 s osobním nejlepším časem 12,45 sekund. Je také stříbrnou medailistkou z mistrovství Evropy v atletice 2002 a bronzovou medailistkou z halového mistrovství Evropy v atletice 2000. Na Světovém poháru byla v roce 2004 čtvrtá a na Světovém atletickém finále 2004 pátá. Absolvovala Ukrajinskou národní univerzitu tělovýchovy a sportu. Byla členkou klubu Dynamo Kyjev a trénoval ji její manžel Sergej Krasovskij. Kariéru ukončila v roce 2009.

## Osobní rekordy
- 60 m: 7,35 s
- 60 m překážek: 8,01
- 100 m: 11,53 s
- 100 m překážek: 12,45 s
- Skok daleký: 6,52 m [2]